# Claudio Lurati
Claudio Lurati (Como, 21 febbraio 1962) è un vescovo cattolico e missionario italiano, dal 6 agosto 2020 vicario apostolico di Alessandria d'Egitto.

## Biografia
Nato il 21 febbraio 1962 a Como, trascorre la sua giovinezza a Lipomo.

### Formazione e ministero sacerdotale
Consegue la maturità classica al Liceo classico Alessandro Volta di Como.
Dopo avere compiuto gli studi filosofici e teologici alla Università Urbaniana a Nairobi (Kenya), emette la professione perpetua il 27 marzo 1989 nei comboniani e il 23 settembre dello stesso anno è ordinato presbitero a Lipomo, sotto un tendone, da Teresio Ferraroni, vescovo di Como.
Dopo i primi anni di servizio in Italia nella comunicazione missionaria, nel 1995 è inviato prima in Sud Sudan e poi in Egitto, dove svolge il ministero parrocchiale fino alla nomina a vicesuperiore della delegazione dei comboniani nel 1999, diventandone poi superiore dal 2002 al 2007.
Nel 2007 torna a Roma per svolgere la funzione di economo generale dei comboniani.

### Ministero episcopale
Il 6 agosto 2020 papa Francesco lo nomina vicario apostolico di Alessandria d'Egitto, con dignità episcopale; riceve l'ordinazione episcopale a Il Cairo, nella chiesa di San Giuseppe, il 30 ottobre seguente dal cardinale Leonardo Sandri, prefetto della Congregazione per le Chiese orientali, coconsacranti Nicolas Thévenin, arcivescovo titolare di Eclano e nunzio apostolico in Egitto, e Pierbattista Pizzaballa, patriarca di Gerusalemme, con la partecipazione del patriarca di Alessandria dei Copti Ibrahim Sidrak, del patriarca di Antiochia dei Melchiti Youssef Absi e di numerosi altri vescovi delle chiese cattoliche orientali.

## Genealogia episcopale
La genealogia episcopale è:
- Cardinale Scipione Rebiba
- Cardinale Giulio Antonio Santori
- Cardinale Girolamo Bernerio, O.P.
- Arcivescovo Galeazzo Sanvitale
- Cardinale Ludovico Ludovisi
- Cardinale Luigi Caetani
- Cardinale Ulderico Carpegna
- Cardinale Paluzzo Paluzzi Altieri degli Albertoni
- Papa Benedetto XIII
- Papa Benedetto XIV
- Papa Clemente XIII
- Cardinale Marcantonio Colonna
- Cardinale Giacinto Sigismondo Gerdil, B.
- Cardinale Giulio Maria della Somaglia
- Cardinale Carlo Odescalchi, S.I.
- Vescovo Eugène de Mazenod, O.M.I.
- Cardinale Joseph Hippolyte Guibert, O.M.I.
- Cardinale François-Marie-Benjamin Richard
- Cardinale Pietro Gasparri
- Cardinale Clemente Micara
- Cardinale Antonio Samorè
- Cardinale Angelo Sodano
- Cardinale Leonardo Sandri
- Vescovo Claudio Lurati